# 4月13日
4月13日（しがつじゅうさんにち）は、グレゴリオ暦で年始から103日目（閏年では104日目）にあたり、年末まではあと262日ある。

## できごと

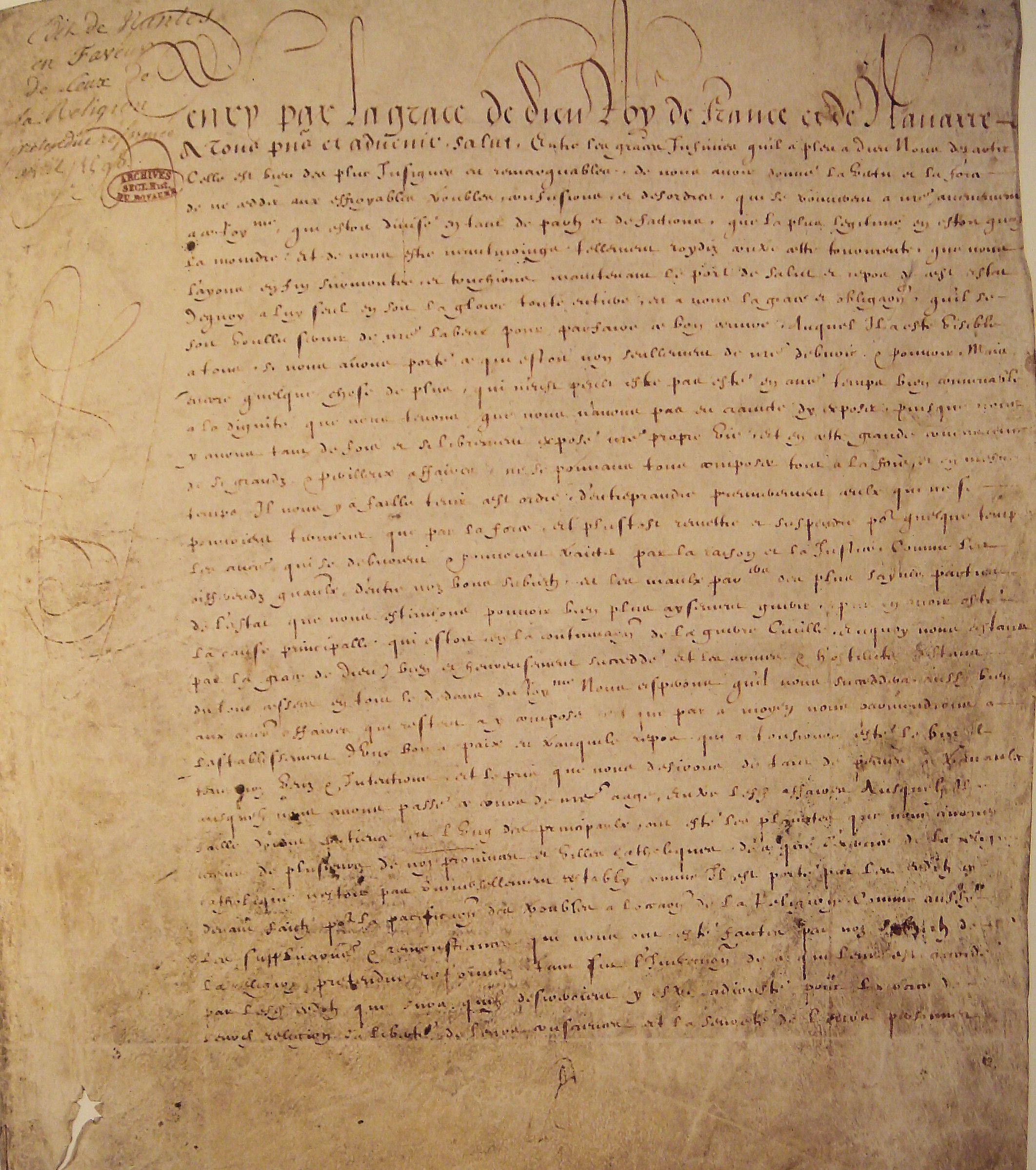
フランスでナントの勅令発布(1598)。プロテスタントに信教の自由を認める

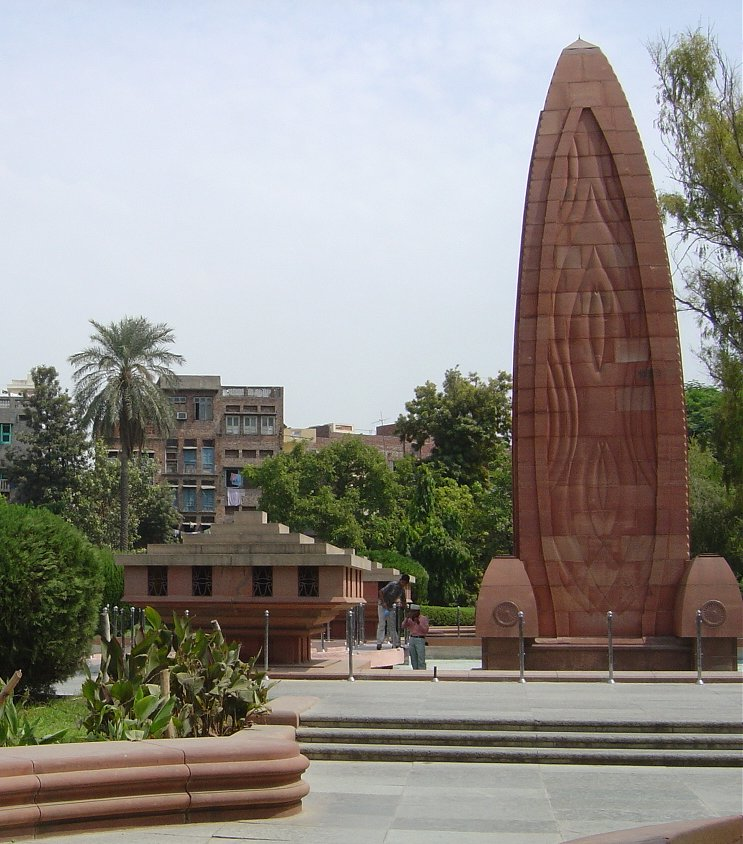
インドで、イギリス軍による虐殺アムリットサル事件発生(1919)。画像は記念碑

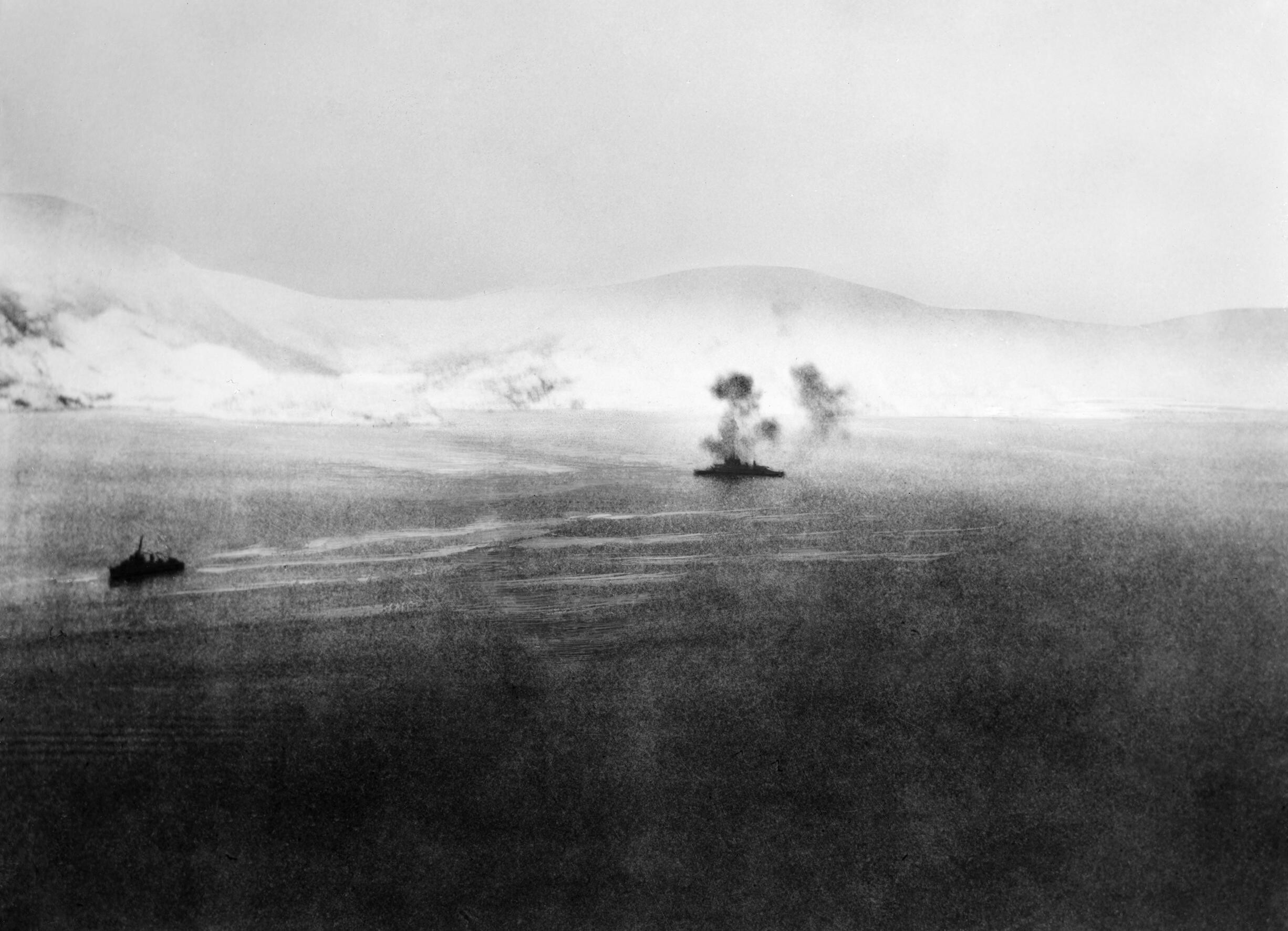
第2次ナルヴィク海戦(1940)

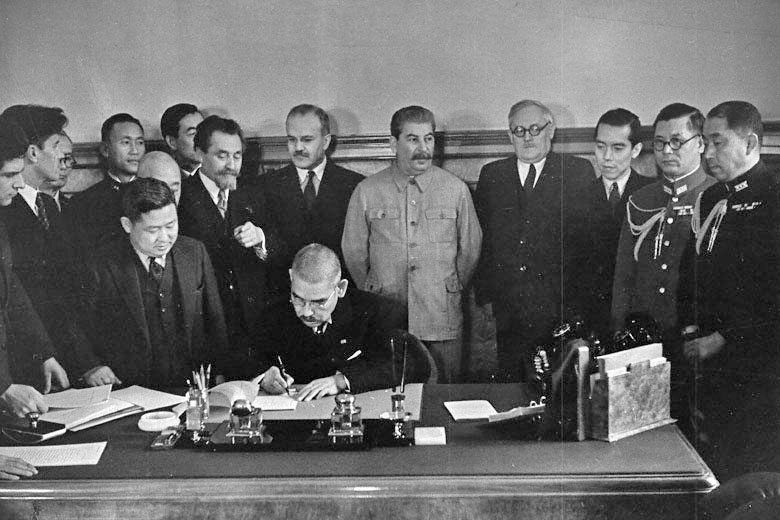
日ソ中立条約締結(1941)。画像は署名する松岡洋右と、後ろに立つヨシフ・スターリン

クレヨンしんちゃん放送開始。画像は春日部第1児童センターに設置されているかすかべ防衛隊の立体像
（左から佐藤マサオ・桜田ネネ・風間トオル・ボーちゃん）

- 710年（和銅3年3月10日） - 元明天皇が藤原京から平城京に遷都。
- 744年（天平16年2月26日） - 聖武天皇が恭仁京から難波京に遷都。翌年平城京に戻す。
- 1111年 - ハインリヒ5世が神聖ローマ皇帝に即位。
- 1179年（治承2年3月24日） - 平安京内で治承の大火（次郎焼亡）。三十数町が全焼。
- 1336年（延元元年/建武3年3月2日） -  南北朝時代: 九州に落ち延びていた足利尊氏が再び挙兵、多々良浜の戦いで南朝方の菊池武敏を破る。
- 1598年 - フランス国王アンリ4世が「ナントの勅令」を発布。プロテスタントにカトリックと同等の信教の自由を認める。
- 1668年（寛文8年3月2日） - 宇都宮興禅寺刃傷事件が起こる。
- 1742年 - ヘンデルのオラトリオ「メサイア」がダブリンで初演[1]。
- 1777年 - アメリカ独立戦争: バウンドブルックの戦い行われる。
- 1829年 - イギリスでカトリック解放令が制定、これによりカトリック教徒の信教の自由が公的に保障される。
- 1856年（安政3年3月9日） - 長崎・下田などの開港地での踏み絵を廃止。
- 1888年 - 東京・下谷黒門町に日本初のコーヒー専門店「可否茶館」が開店[2]。
- 1903年 - 日本で小学校令が改正され国定教科書制度が取り入れられる。
- 1917年 - アメリカ海軍の戦艦「ニューメキシコ」が進水。
- 1919年 - アムリットサル事件: インドで起こった独立運動弾圧事件。アムリットサル公園に祭りで集まった民衆を、イギリス軍がガンディーの不服従運動と誤断して発砲。379名が死亡した[3]。
- 1922年 - 少年団日本連盟（現在のボーイスカウト日本連盟）結成。
- 1923年 - 大阪鉄道の大阪天王寺駅が開業。
- 1940年 - NHKが日本初のテレビドラマ『夕餉前』の実験放送。
- 1940年 - 第二次世界大戦: 第2次ナルヴィク海戦がおこなわれる。
- 1941年 - モスクワで日ソ中立条約が締結[4]。
- 1943年 - カティンの森事件: ドイツのラジオ放送が、ソ連領内カティンの森でポーランド将校4,000人の遺体を発見と報じる。
- 1945年 - 第二次世界大戦・ウィーン攻勢: 赤軍がウィーンを占領。
- 1948年 - アミーン・フサイニー指揮下のアラブ人ゲリラがヘブライ大学の医療スタッフを虐殺。（ハダサー医療従事者虐殺事件）
- 1950年 - 静岡県熱海市で火災。強風により延焼して熱海市役所、熱海市警察署、消防署、旅館47軒を含む約1500棟が全焼[5]。
- 1960年 - アメリカで世界初の衛星測位システム「トランシット1B」を打ち上げ。
- 1970年 - 発射されてから2日後のアポロ13号で機械船の酸素タンクが爆発し、月面着陸を断念、帰還の途につく。
- 1975年 - ロックバンド、キャロルが解散。
- 1982年 - 毎年8月15日を「戦歿者を追悼し平和を祈念する日」とすることが日本の閣議で決定。
- 1986年 - ローマ教皇ヨハネ・パウロ2世がローマ教皇として史上初めてシナゴーグを訪問。
- 1986年 - 長江裕明一家がヨットでの4年9か月の世界一周を経て蒲郡港に帰港。
- 1987年 - ポルトガルと中華人民共和国が1999年にマカオを返還する旨の共同声明に調印。
- 1990年 - ミハイル・ゴルバチョフソ連大統領が、カティンの森事件がソ連秘密警察の犯行であったことを認め陳謝。
- 1991年 - 東海大学安楽死事件がおこる。
- 1992年 - テレビ朝日系テレビアニメ『クレヨンしんちゃん』放送開始。
- 1994年 - フジテレビ系刑事ドラマ『古畑任三郎』放送開始。同シリーズは2006年の正月の特番で終了するまで約11年続いた。
- 1997年 - ゴルフのタイガー・ウッズが史上最年少の21歳3か月でマスターズ・トーナメントに初優勝[6]。
- 2000年 - 大韓民国（第六共和国時代）で、第16代総選挙が行なわれる。
- 2001年 - 日本でDV防止法が公布される。
- 2011年 - 東日本大震災に伴う津波の被害により閉鎖されていた仙台空港が、一部の国内線において運行を再開。
- 2011年 - 大阪大学医学部附属病院で日本初の15歳未満がドナーの心臓移植が行われる。
- 2012年 - 北朝鮮が人工衛星と称した弾道ミサイルを打ち上げるが、失敗に終わる。
- 2013年 - 午前5時33分ごろ、マグニチュード6.3の淡路島地震が発生[7]。34人が負傷、8,000棟以上の家屋が損壊した。
- 2016年 - 大韓民国（第六共和国）で、第20代総選挙が行われる。
- 2017年 - 南谷真鈴が北極点に到達。世界最年少で七大陸最高峰頂上・北極点・南極点の全てに到達する探検家グランドスラムを達成[8]。
- 2017年 - アメリカ合衆国がアフガニスタンで大規模爆風爆弾を使用[9]。
- 2018年 - アメリカ、イギリス、フランスの合同軍がシリアの化学兵器施設に対する攻撃を開始[10]。
- 2025年 - 大阪府の夢洲にて2025年日本国際博覧会が開会。会期は2025年10月13日まで。

## 誕生日

### 人物

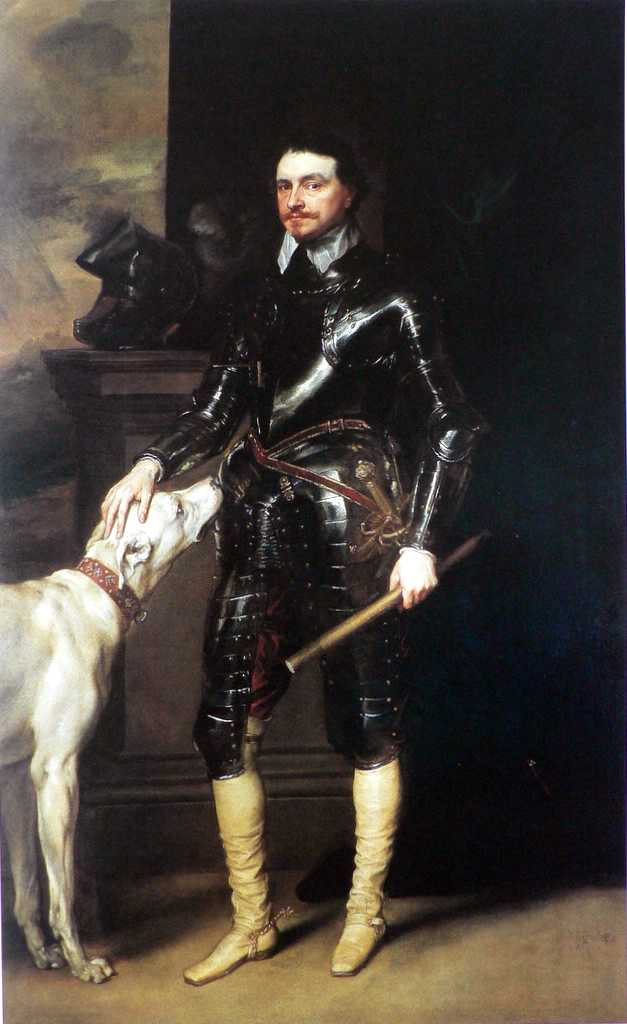
清教徒革命前夜のイングランドの政治家、ストラフォード伯爵トマス・ウェントワース(1593-1641)誕生。画像はアンソニー・ヴァン・ダイク画。

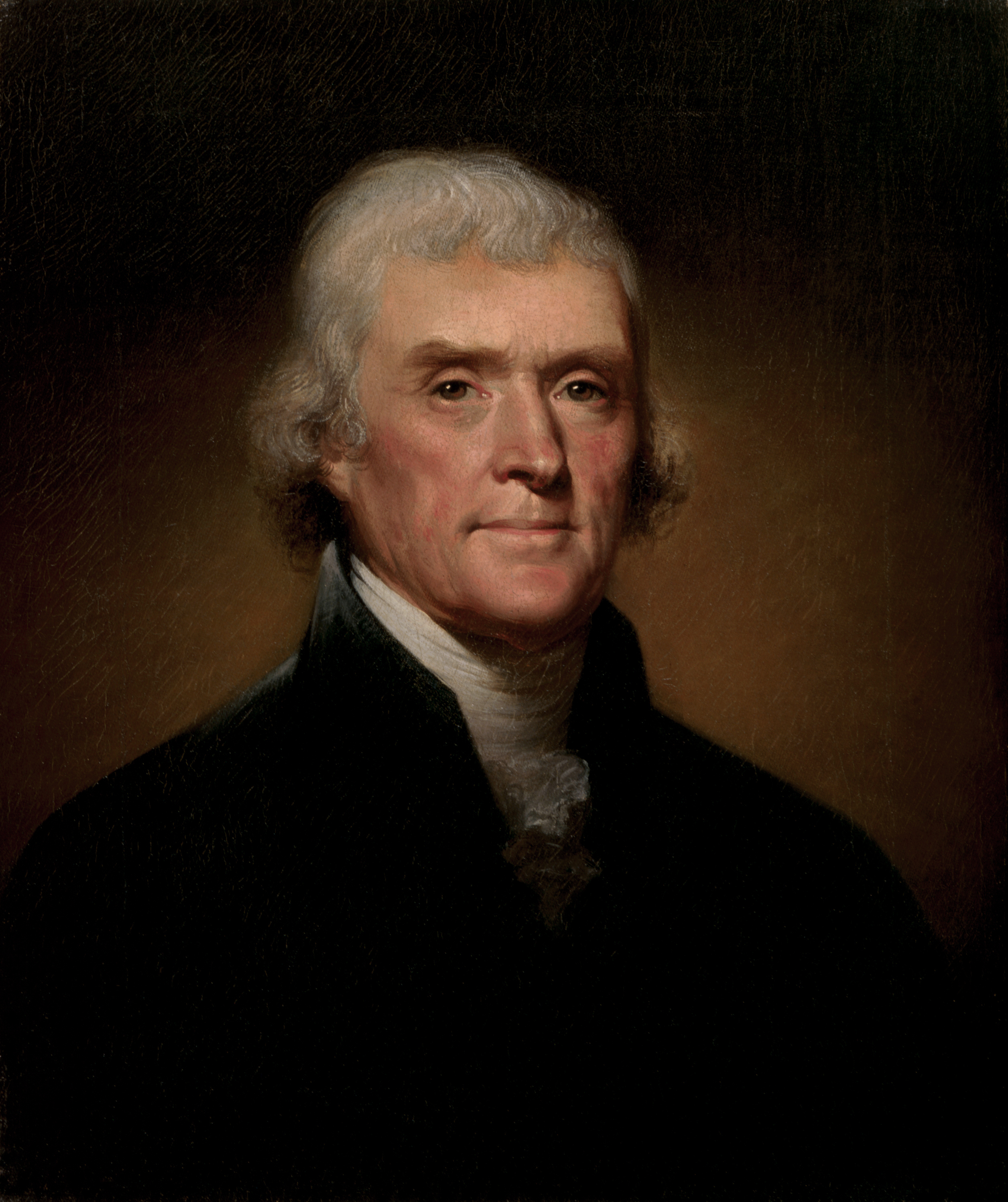
アメリカ独立宣言を起草した第3代大統領、トーマス・ジェファーソン(1743-1826)誕生。

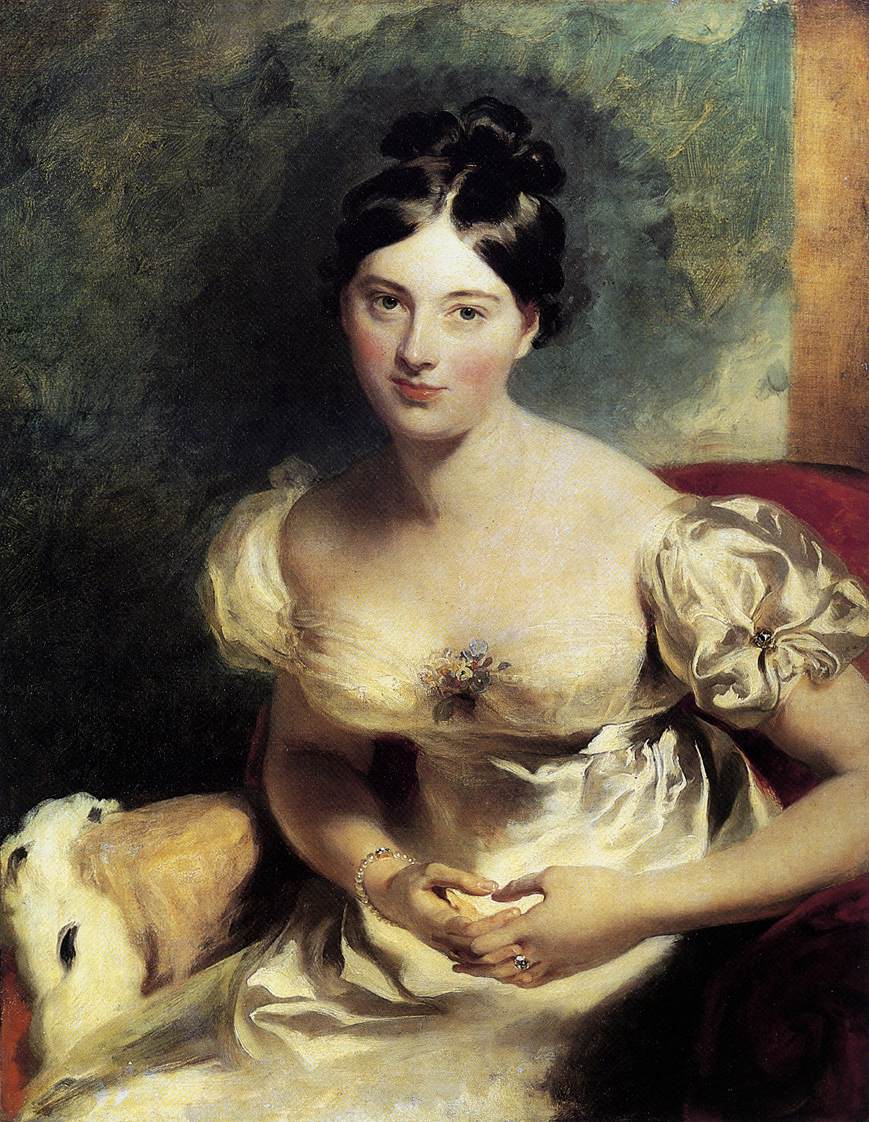
画家トーマス・ローレンス(1769-1830)。画像は『ブレッシントン伯爵夫人マーゲリートの肖像』(1819)

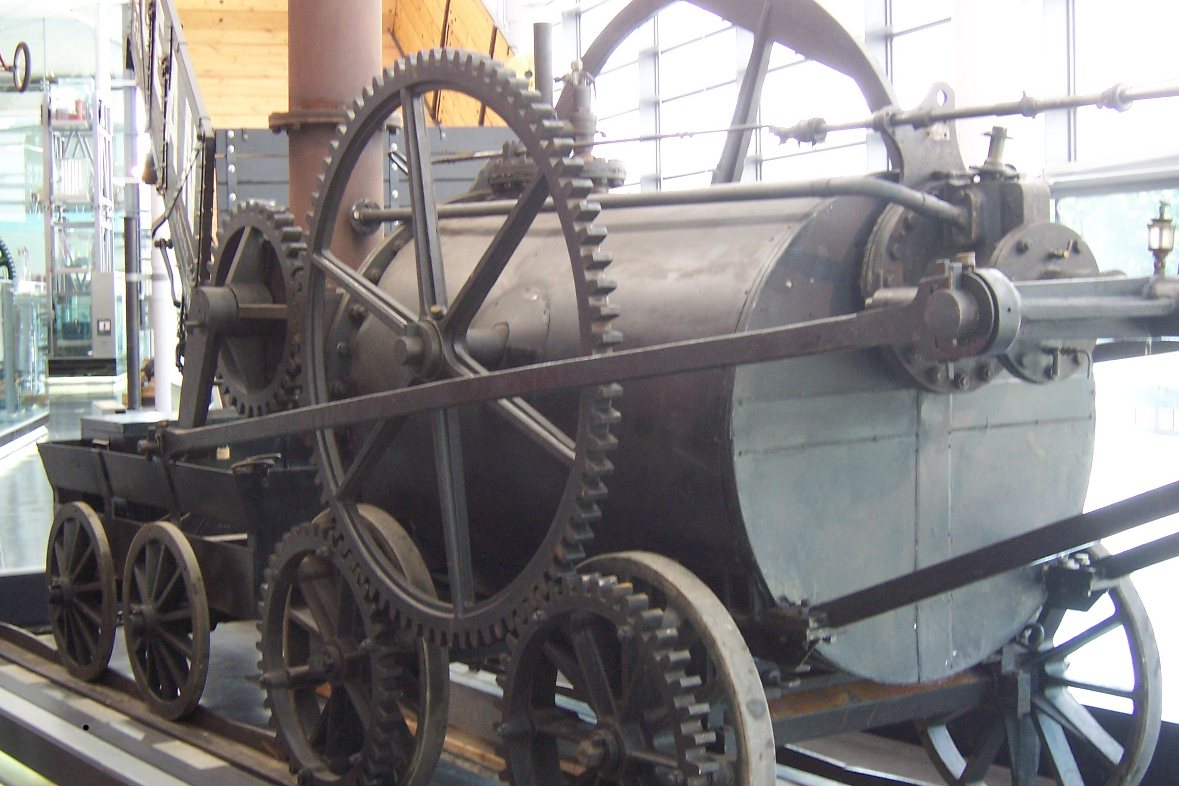
蒸気機関車の発明者、リチャード・トレヴィシック(1771-1833)誕生

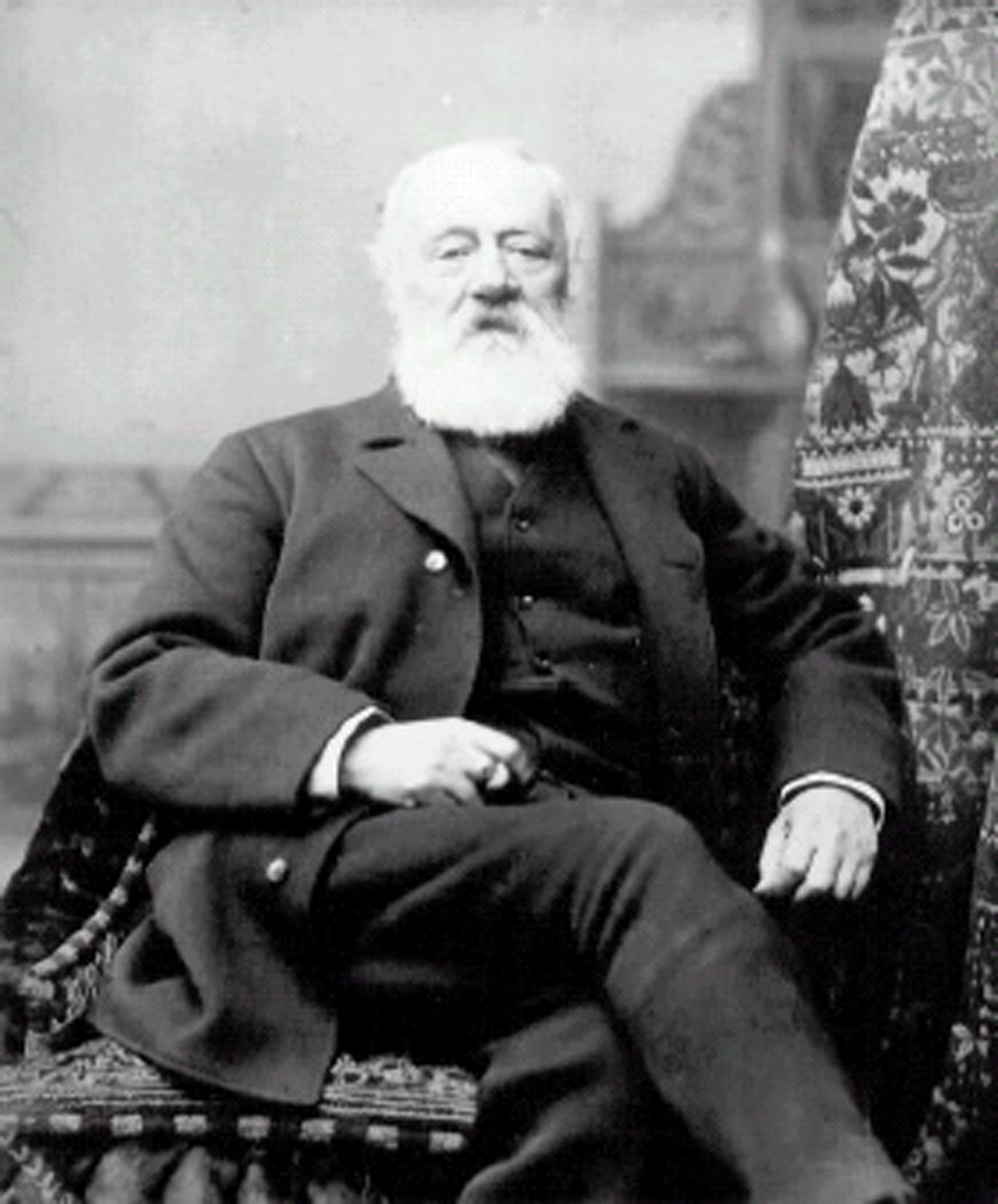
電話の発明者、アントニオ・メウッチ(1808-1889)。資金不足が祟り特許はベルのものとなった。

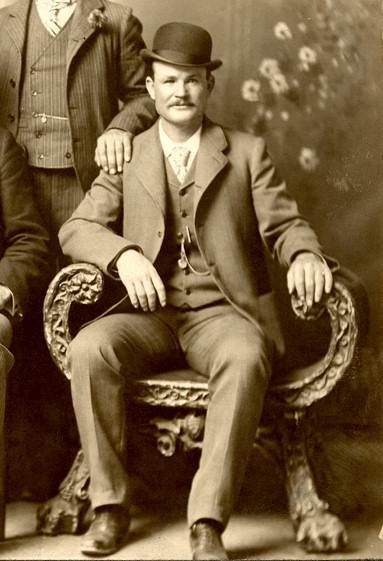
アメリカ合衆国のギャング、ブッチ・キャシディ(1866-1908)誕生。

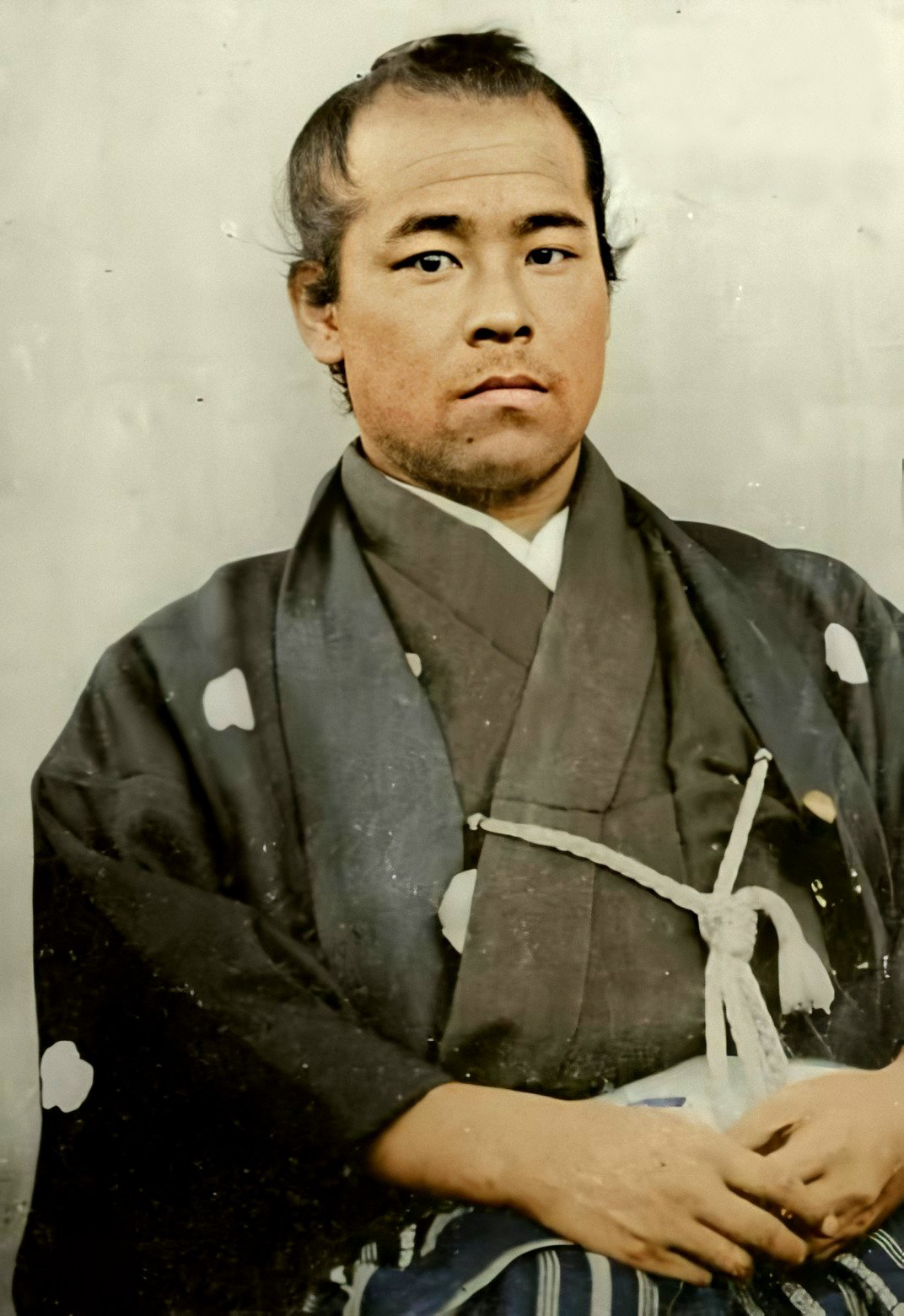
幕末の土佐藩士、明治期の政治家、後藤象二郎(1838-1897)誕生。

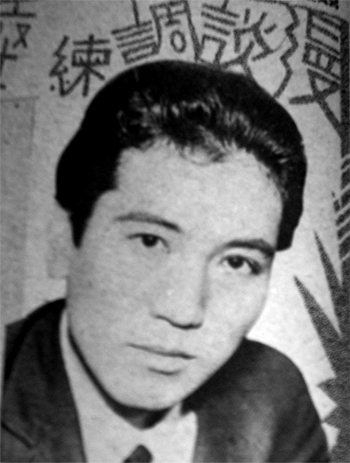
大正から昭和期に活躍した活動弁士、漫談家、徳川夢声(1894-1971)誕生。

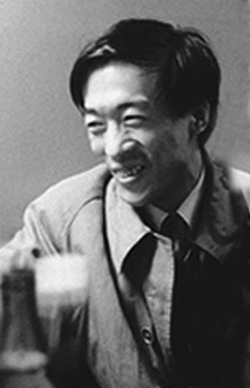
小説家、吉行淳之介(1924-1994)。代表作に『砂の上の植物群』(1964)など。

- 1519年 - カトリーヌ・ド・メディシス、フランス王妃（+ 1589年）
- 1559年（永禄2年3月6日） - 松平信康、戦国時代の武将、徳川家康の嫡男（+ 1579年[11]）
- 1570年 - ガイ・フォークス、テロリスト、火薬陰謀事件の実行責任者（+ 1606年）
- 1593年 - トマス・ウェントワース、イングランドの政治家（+ 1641年）
- 1607年（慶長12年3月17日）- 京極高三、初代田辺藩主（+ 1636年）
- 1648年 - ギュイヨン夫人、フランスの神秘家（+ 1717年）
- 1732年 - 第2代ギルフォード伯爵フレデリック・ノース（ノース卿）、イギリス首相（+ 1792年）
- 1743年 - トーマス・ジェファーソン、政治家、第3代アメリカ合衆国大統領（+ 1826年）
- 1747年 - ルイ・フィリップ2世、フランスの王族、革命指導者（+ 1793年）
- 1768年（明和5年2月26日）- 土井利制、第3代刈谷藩主（+ 1794年）
- 1768年（明和5年2月26日）- 前田利以、第9代七日市藩主（+ 1828年）
- 1769年 - トーマス・ローレンス、画家（+ 1830年）
- 1771年 - リチャード・トレヴィシック、機械技師（+ 1833年）
- 1797年（寛政9年3月17日） - 大原幽学、江戸時代後期の農学者、農民指導者（+ 1858年）
- 1808年 - アントニオ・メウッチ、発明家（+ 1889年）
- 1817年（文化7年2月27日）- 亀井茲方、第10代津和野藩主（+ 1846年）
- 1819年（文政2年3月19日）- 相馬充胤、第12代相馬中村藩主（+ 1887年）
- 1836年（天保7年2月28日）- 立花種恭、第3代下手渡藩主、三池藩主、子爵（+ 1905年）
- 1838年（天保9年3月19日） - 後藤象二郎、政治家（+ 1897年）
- 1841年（天保12年2月22日） - 中井芳滝、浮世絵師（+ 1899年）
- 1844年 - ヤン・フジマリー、ヴァイオリニスト（+ 1915年）
- 1848年（嘉永元年3月10日） - 浅野総一郎、実業家、浅野財閥の創始者（+ 1930年）
- 1860年 - ジェームズ・アンソール、画家（+ 1949年）
- 1860年（万延元年3月23日）- 山口弘達、第3代牛久藩主、子爵（+ 1932年）
- 1866年 - ブッチ・キャシディ、ガンマン（+ 1908年）
- 1868年（慶応4年3月21日） - 権藤成卿、思想家（+ 1937年）
- 1876年 - 高野辰之、国文学者、作詞家（+ 1947年）
- 1885年 - ルカーチ・ジェルジ、哲学者、政治家（+ 1971年）
- 1889年 - ハーバート・オズボーン・ヤードリー、暗号学者（+ 1958年）
- 1891年 - 中林仁一郎、実業家、丸物（現在の近鉄百貨店）創業者（+ 1960年）
- 1893年 - 伊藤道郎、ダンサー、振付師（+ 1961年）
- 1894年 - 徳川夢声、講談師、俳優（+ 1971年）
- 1894年 - 阿部謙夫、実業家、北海道放送初代社長（+ 1972年）
- 1894年 - アーサー・ファデン、政治家、オーストラリア首相（+ 1973年）
- 1898年 - 森有一、俳人（+ 1984年）
- 1899年 - アルフレッド・シュッツ、社会学者（+ 1959年）
- 1901年 - ジャック・ラカン、精神分析学者（+ 1981年）
- 1901年 - 薩摩治郎八、実業家（+ 1976年）
- 1904年 - 木村秀政、航空工学者（+ 1986年）
- 1905年 - 水田三喜男、政治家（+ 1976年）
- 1905年 - ブルーノ・ロッシ、宇宙物理学者（+ 1993年）
- 1906年 - サミュエル・ベケット、劇作家（+ 1989年）
- 1907年 - 藤田隆治、日本画家（+ 1965年）
- 1907年 - 村川堅太郎、歴史学者（+ 1991年）
- 1909年 - スタニスワフ・ウラム、数学者（+ 1984年）
- 1913年 - 大宮敏充（デン助）、喜劇俳優（+ 1976年）
- 1915年 - 大山デブ子、女優（+ 1981年）
- 1915年 - 藤井勝志、政治家（+ 1996年）
- 1916年 - 笠松実、元プロ野球選手（+ 1970年）
- 1917年 - 鶴岡義雄、洋画家（+ 2007年）
- 1917年 - 安西愛子、童謡歌手、声楽家、政治家（+ 2017年）
- 1919年 - ハワード・キール、俳優、歌手（+ 2004年）
- 1920年 - ロベルト・カルヴィ、銀行家（+ 1982年）
- 1924年 - 吉行淳之介、小説家（+ 1994年）
- 1924年 - スタンリー・ドーネン、映画監督（+ 2019年）
- 1925年 - 時津山仁一、大相撲力士、年寄14代押尾川（+ 1968年）
- 1926年 - 宮尾登美子、小説家（+ 2014年）
- 1927年 - モーリス・ロネ、俳優（+ 1983年）
- 1927年 - アントニオ・ロッカ、プロレスラー（+ 1977年）
- 1927年 - 植田武彦、元プロ野球選手
- 1928年 - 坪島孝、映画監督（+ 2007年）
- 1928年 - 宇津徳治、地震学者（+ 2004年）
- 1931年 - ロベール・アンリコ、映画監督（+ 2001年）
- 1931年 - ダン・ガーニー、レーシングドライバー（+ 2018年）
- 1932年 - ジェニファー・ニックス、フィギュアスケート選手（+ 1980年）
- 1933年 - 藤田まこと、俳優（+ 2010年）
- 1933年 - 内田貞夫、実業家（+ 2021年）
- 1936年 - 定方晟、仏教学者
- 1937年 - エドワード・フォックス、俳優
- 1939年 - シェイマス・ヒーニー、詩人（+ 2013年）
- 1939年 - 小川敏明、元プロ野球選手
- 1940年 - 松永真、グラフィックデザイナー
- 1940年 - ジャン＝マリ・ギュスターヴ・ル・クレジオ、小説家
- 1941年 - マイケル・ブラウン、遺伝学者
- 1942年 - 森本潔、元プロ野球選手
- 1942年 - ビル・コンティ、作曲家
- 1943年 - ビル・プロンジーニ、推理作家
- 1945年 - ローウェル・ジョージ、ミュージシャン（+ 1979年）
- 1946年 - アル・グリーン、ソウル歌手
- 1946年 - 中沢春雄、元プロ野球選手
- 1949年 - 沢井孝子、女優
- 1949年 - 五月女豊、元プロ野球選手
- 1950年 - ロン・パールマン、俳優
- 1950年 - ウィリアム・サドラー、俳優
- 1951年 - ピーボ・ブライソン、ミュージシャン
- 1952年 - 林家とんでん平、落語家、元政治家
- 1952年 - 原康義、声優、俳優
- 1952年 - 王小波、小説家（+ 1997年）
- 1953年 - 鈴木俊一、政治家
- 1954年 - 鶴田一郎、グラフィックデザイナー
- 1955年 - 上沼恵美子、タレント
- 1955年 - 西城秀樹、歌手、俳優（+ 2018年）
- 1955年 - 森口祐子、プロゴルファー
- 1957年 - エイミー・グッドマン、ジャーナリスト
- 1957年 - 中西やすひろ、漫画家
- 1958年 - 萬田久子、女優
- 1959年 - ジャン・ラヴェルナリヴ、政治家、マダガスカル首相
- 1960年 - なかいま強、漫画家
- 1960年 - ルディ・フェラー、サッカー選手
- 1960年 - オラフ・ルードヴィッヒ、自転車競技選手
- 1961年 - 牛島和彦、元プロ野球選手、監督
- 1962年 - ヒレル・スロヴァク、ミュージシャン（レッドホットチリペッパーズ）（+ 1988年）
- 1962年 - 大藤敏行、高校野球指導者
- 1963年 - 白石文子、声優
- 1963年 - ガルリ・カスパロフ、チェスプレーヤー
- 1963年 - 串原泰夫、元プロ野球選手
- 1964年 - 石塚かおり、アナウンサー
- 1964年 - 岐部公好、声優
- 1964年 - 西崎幸広、元プロ野球選手
- 1964年 - 平形雄策、官僚
- 1965年 - 藤王康晴、元プロ野球選手
- 1966年 - ウェスリー・チェンバレン、元プロ野球選手
- 1966年 - 黒木じゅん、歌手
- 1966年 - 名越美香、元タレント、元アイドル（元おニャン子クラブ）
- 1968年 - 中村智子、元アナウンサー
- 1968年 - ネクロブッチャー、ミュージシャン
- 1969年 - 増田政行、元プロ野球選手
- 1970年 - リック・シュローダー、俳優
- 1970年 - 古屋剛、元プロ野球選手
- 1971年 - つみきみほ、女優
- 1971年 - ケビン・オーミー、元プロ野球選手
- 1971年 - ヨルン・パウル・テセリン、ベーシスト
- 1972年 - 桑山哲也、アコーディオン奏者
- 1972年 - 齊藤努、元競輪選手、自転車競技選手
- 1973年 - 吉田恵、元サッカー選手
- 1973年 - 若ノ城宗彦、元大相撲力士
- 1974年 - 牧田勝吾、元プロ野球選手
- 1975年 - 利根川朱里、元女優
- 1975年 - タチアナ・ナフカ、フィギュアスケート選手
- 1975年 - ルー・ベガ、歌手
- 1976年 - ジョナサン・ブランディス、映画俳優（+ 2003年）
- 1976年 - 吉村光示、元サッカー選手、指導者
- 1977年 - 橋本泰由、元プロ野球選手
- 1978年 - カルレス・プジョル、サッカー選手
- 1978年 - 稲葉健、タレント
- 1979年 - バロン・デイビス、バスケットボール選手
- 1980年 - ホセロ・ディアス、プロ野球選手
- 1981年 - 神農幸、女優
- 1981年 - 成田雅嗣、俳優、歌手
- 1982年 - イェレナ・ニコリッチ、バレーボール選手
- 1982年 - ヨハン・クロンジェ、陸上競技選手
- 1982年 - 森瞳、お笑いタレント（元キッチンパーク）
- 1983年 - ハンター・ペンス、元プロ野球選手
- 1983年 - スティーブ・ピアース、プロ野球選手
- 1983年 - 藤田祥史、プロサッカー選手
- 1983年 - 桜井莉菜、ファッションモデル
- 1984年 - 水嶋ヒロ、俳優、小説家
- 1984年 - 高橋弘篤、スケルトン選手
- 1984年 - アンデルス・リンデゴーア、サッカー選手
- 1985年 - 加賀繁、元プロ野球選手
- 1985年 - 祥子、タレント、女優、元グラビアアイドル
- 1986年 - おおつか麗衣、元女優
- 1986年 - 昴生、お笑い芸人（ミキ）
- 1987年 - 碧井椿、歌手（元PINC INC）
- 1987年 - 小石博孝、元プロ野球選手
- 1987年 - 赤堀大智、元プロ野球選手
- 1987年 - 井深克彦、俳優、モデル、タレント
- 1987年 - 高橋優太、陸上選手
- 1988年 - 會澤翼、プロ野球選手
- 1988年 - アンデルソン・ルイス・デ・アブレウ・オリベイラ、サッカー選手
- 1989年 - 柴田章吾、元プロ野球選手
- 1989年 - ゲラード・ファンデンヒーファー、ラグビーユニオン選手
- 1990年 - アナスタシヤ・セバストワ、テニスプレーヤー
- 1992年 - ルシアノ・フェルナンド、プロ野球選手
- 1992年 - 橋本大地、プロレスラー
- 1993年 - 多和田真三郎、元プロ野球選手
- 1994年 - RIHO、YouTuber（平成フラミンゴ）
- 1996年 - 中元日芽香、心理カウンセラー[12]、元アイドル（元乃木坂46）
- 1997年 - 岐洲匠、俳優
- 1997年 - 田辺ひかり、プロゴルファー
- 1997年 - 渡邊渚、タレント、元アナウンサー
- 1998年 - 森山孔介、元プロ野球選手
- 1998年 - 若林楽人、プロ野球選手
- 2000年 - 大平祥生、アイドル（JO1）
- 2001年 - 鈴木瞳美、アイドル（≠ME）
- 2001年 - 大熊和奏、声優（Liella!）
- 2002年 - 深田竜生、アイドル (ACEes、元少年忍者、ジュニア）
- 2003年 - 山口智規、陸上競技選手
- 2004年 - 櫻井もも、アイドル（≠ME）
- 生年不詳 - 佐倉りお、イラストレーター
- 生年不詳 - 手代木史織、漫画家
- 生年不詳 - 野広実由、漫画家
- 生年不詳 - 橋詰知久[13]、声優
- 生年不詳 - 金子彩花[14]、声優

### 人物以外（動物など）
- 1979年 - ホリスキー、競走馬、種牡馬（+ 2003年）
- 1986年 - オサイチジョージ、競走馬、種牡馬（+ 1999年?）
- 1986年 - カリブソング、競走馬（+ 1994年）
- 1988年 - ツインターボ、競走馬（+ 1998年）
- 1993年 - ファビラスラフイン、競走馬（+ 2013年）
- 1994年 - ブロードアピール、競走馬（+ 2021年）
- 1994年 - マイネルマックス、競走馬（+ 2008年）
- 1998年 - アグネスタキオン、競走馬、種牡馬（+ 2009年）
- 2018年 - シャフリヤール、競走馬

## 忌日

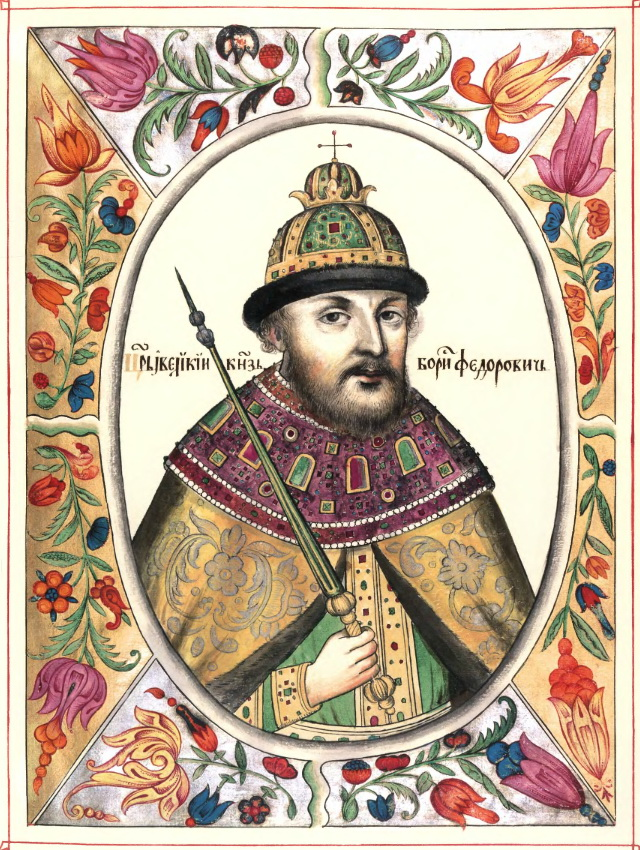
モスクワ・ロシアのツァーリ、ボリス・ゴドゥノフ(1551-1605)急死。

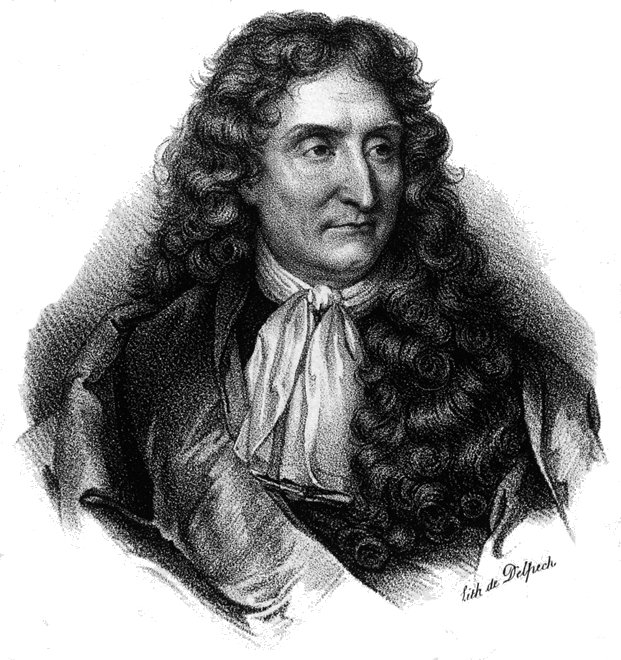
寓話作家、詩人ジャン・ド・ラ・フォンテーヌ(1621-1695)没。

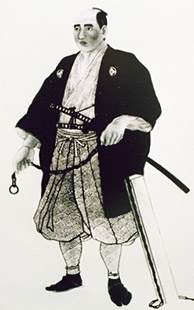
蝦夷地を測量した探検家、間宮林蔵(1780-1844)没。

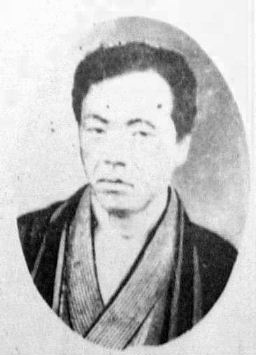
維新期の政治家江藤新平(1834-1874)、刑死

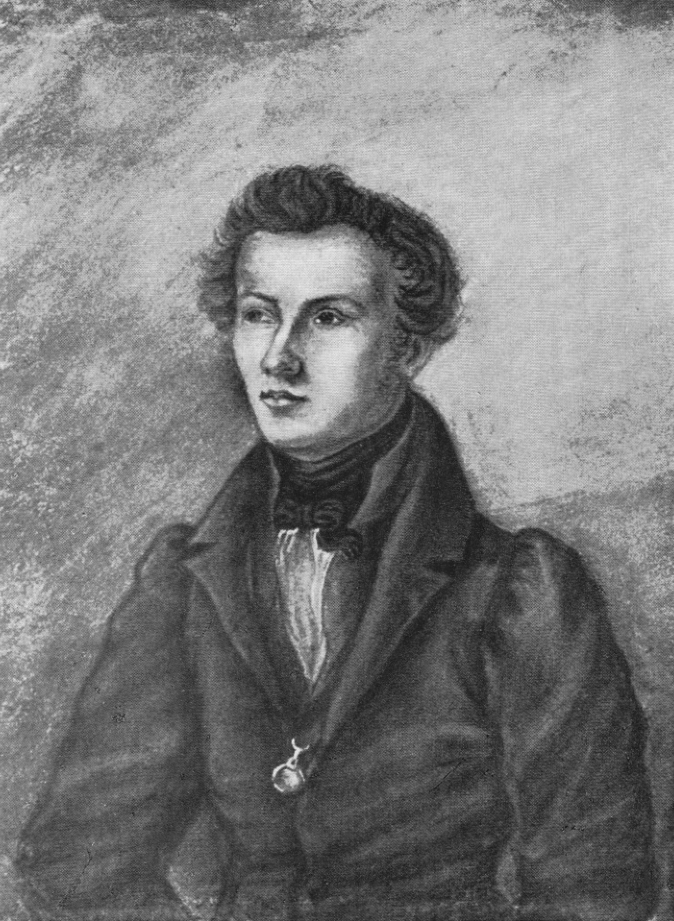
青年ヘーゲル派を主導した神学者・哲学者、ブルーノ・バウアー(1809-1882)

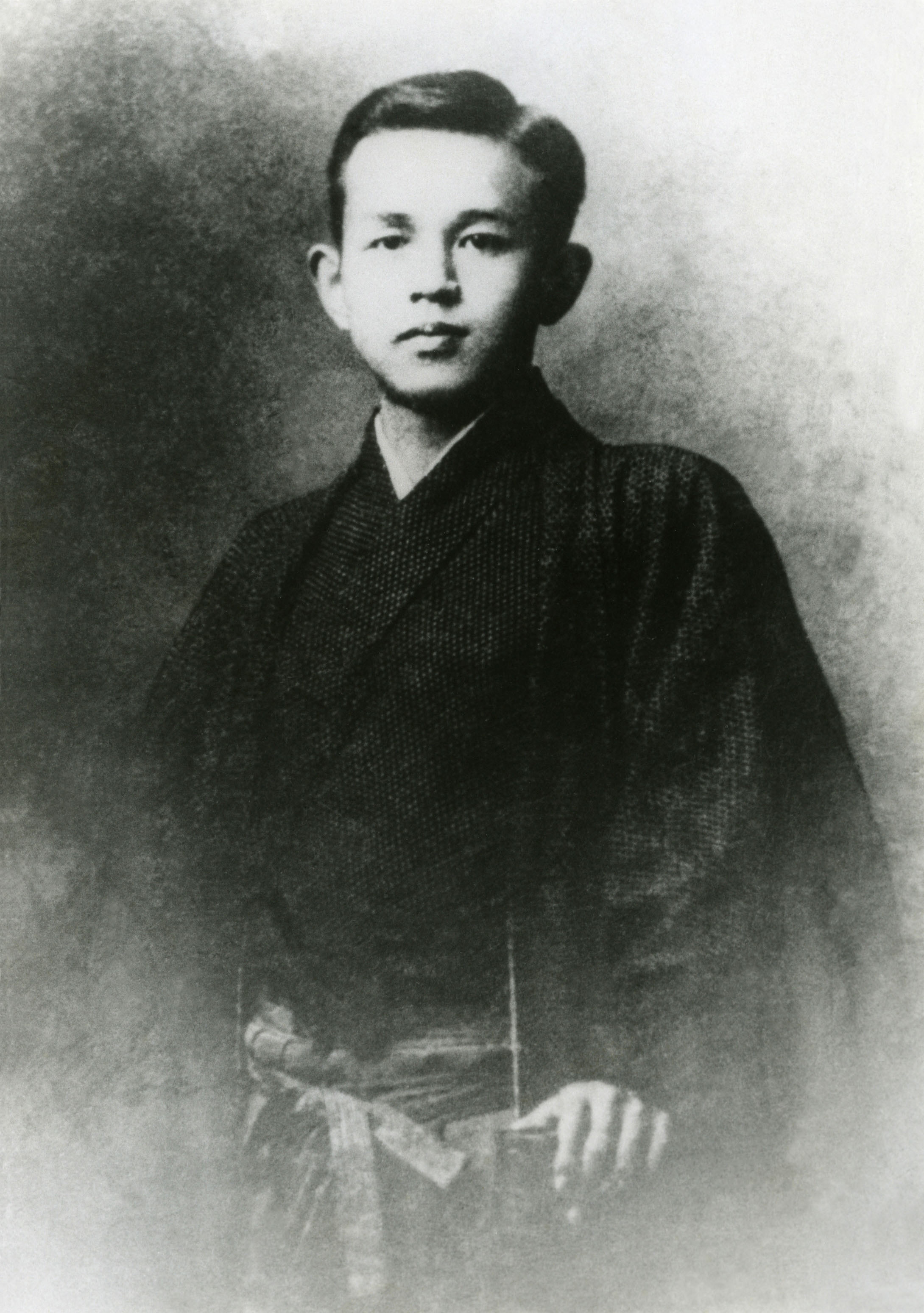
歌人石川啄木(1886-1912)、肺結核で没。享年26。

### 人物
- 1093年 - フセヴォロド1世、キエフ大公（* 1030年）
- 1202年（建仁2年3月19日） - 藤原成経、平安時代の公卿
- 1336年（延元元年/建武3年3月2日） - 阿蘇惟直、南北朝時代の武将
- 1605年 - ボリス・ゴドゥノフ、ロシアのツァーリ（* 1552年）
- 1695年 - ラ・フォンテーヌ、詩人（* 1621年）
- 1728年 - サミュエル・モリノー、イギリス海相、天文学者（* 1689年）
- 1741年（寛保元年2月28日） - 近衛熙子、江戸幕府第6代将軍徳川家宣の正室（* 1666年）
- 1794年 - リュシル・デュプレシ、カミーユ・デムーランの妻（* 1770年）
- 1826年 - フランツ・ダンツィ、作曲家（* 1763年）
- 1844年（弘化元年2月26日） - 間宮林蔵、探検家（* 1775年）
- 1853年 - レオポルト・グメリン、化学者（* 1788年）
- 1874年 - 江藤新平、政治家（* 1834年）
- 1874年 - 島義勇、開拓使主席判官、秋田県令（* 1822年）
- 1880年 - ロバート・フォーチュン、植物学者（* 1812年）
- 1882年 - ブルーノ・バウアー、哲学者（* 1809年）
- 1889年 - ジョン・パーマー・アッシャー、第7代アメリカ合衆国内務長官（* 1816年）
- 1903年 - モーリッツ・ラーツァルス、哲学者（* 1824年）
- 1904年 - 斎藤緑雨、小説家、評論家（* 1868年）
- 1904年 - ヴァシーリー・ヴェレシチャーギン、画家（* 1842年）
- 1905年 - 田口卯吉、経済学者（* 1855年）
- 1905年 - 鳥尾小弥太、枢密顧問官、貴族院議員（* 1848年）
- 1906年 - ウォルター・ウェルドン、生物学者（* 1860年）
- 1908年 - 松浦詮、第12代平戸藩主（* 1840年）
- 1912年 - 石川啄木、詩人、歌人（* 1886年）
- 1918年 - ラーヴル・コルニーロフ、ロシア帝国の軍人、白衛軍の指導者（* 1870年）
- 1920年 - 高木兼寛、医学者（* 1849年）
- 1929年 - 後藤新平、政治家（* 1857年）
- 1933年 - 島崎赤太郎、教育者、オルガニスト（* 1874年）
- 1936年 - 成瀬正一、フランス文学者（* 1892年）
- 1941年 - アニー・ジャンプ・キャノン、天文学者（* 1863年）
- 1943年 - 山田安民、実業家、ロート製薬創業者（* 1868年）
- 1943年 - オスカー・シュレンマー、芸術家、彫刻家、デザイナー（* 1888年）
- 1944年 - セシル・シャミナード、作曲家、ピアニスト（* 1857年）
- 1945年 - エルンスト・カッシーラー、哲学者（* 1874年）
- 1945年 - 九代目岩井半四郎、歌舞伎役者（* 1882年）
- 1949年 - 笹川臨風、歴史家（* 1870年）
- 1955年 - 羽田亨、東洋史学者（* 1882年）
- 1959年 - エドゥアルト・ファン・ベイヌム、指揮者（* 1901年）
- 1960年 - 後藤誉之助、官僚、経済学者（* 1916年）
- 1966年 - フェリクス・フォン・ルックナー、ドイツ海軍の軍人、冒険家（* 1881年）
- 1966年 - ジョルジュ・デュアメル、作家、詩人（* 1884年）
- 1966年 - 高石勝男、競泳選手、元日本水泳連盟会長（* 1906年）
- 1966年 - カルロ・カッラ、画家（* 1881年）
- 1973年 - ヘンリー・ダーガー、作家（* 1892年）
- 1974年 - ジェファーソン・キャフェリー、外交官（* 1886年）
- 1982年 - 吉田静一、経済学者（* 1930年）
- 1983年 - 中村鴈治郎（二代目）、俳優（* 1902年）
- 1984年 - ラルフ・カークパトリック、音楽学者、チェンバロ奏者（* 1911年）
- 1986年 - フランク・デチッコ、マフィアの幹部（* 1935年）
- 1987年 - ハーバート・ジョージ・ブルーマー、社会学者（* 1900年）
- 1987年 - 立木勝、政治家、第45・46代大分県知事（* 1906年）
- 1987年 - エルヴィン・ニレジハジ、ピアニスト、作曲家（* 1903年）
- 1989年 - 西堀栄三郎、登山家、化学者（* 1903年）
- 1989年 - 篠田一士、文芸評論家、翻訳家（* 1927年）
- 1990年 - 吉田武、歌人、作詞家（* 1911年）
- 1990年 - 木島則夫、アナウンサー（* 1925年）
- 1992年 - フェザ・ギュルセイ、物理学者（* 1921年）
- 1997年 - 西田修平、棒高跳選手（* 1910年）
- 1999年 - 曽我廼家明蝶、俳優（* 1908年）
- 1999年 - 清川正二、競泳選手、実業家（* 1913年）
- 2000年 - 米田利昭、歌人、日本文学研究者（* 1927年）
- 2001年 - 恒松恭助、作家、放送作家（* 1910年）
- 2002年 - オレステ・ピッキオーニ、物理学者（* 1915年）
- 2002年 - 鈴木秀次、物理学者、東京大学名誉教授（* 1924年）
- 2005年 - 原千代海、劇作家、演劇評論家、イプセン戯曲翻訳家（* 1907年）
- 2005年 - 江頭匡一、実業家、ロイヤルホールディングス創業者（* 1923年）
- 2005年 - ドン・ブラッシンゲーム、元プロ野球選手（* 1932年）
- 2005年 - 福士敬章、元プロ野球選手（* 1950年）
- 2006年 - ミュリエル・スパーク、小説家（* 1918年）
- 2008年 - ジョン・ホイーラー、物理学者（* 1911年）
- 2009年 - 前田光嘉、官僚、元建設事務次官、元日本道路公団総裁（* 1916年）
- 2009年 - ビョルン・ボルグ、競泳選手（* 1919年）
- 2009年 - ハリー・カラス、メジャーリーグベースボールの中継アナウンサー（* 1936年）
- 2009年 - マーク・フィドリッチ、元プロ野球選手（* 1954年）
- 2009年 - 小松則幸、プロボクサー（* 1979年）
- 2010年 - 中田祝夫、国語学者、筑波大学名誉教授（* 1915年)
- 2010年 - 池田啓、動物生態学者（* 1950年)
- 2011年 - 潮田健次郎、実業家、日本建具工業（後のトステム）創業者（* 1926年）
- 2011年 - 多木浩二、思想家、批評家、美術評論家（* 1928年）
- 2012年 - 小宮山量平、編集者、理論社創業社（* 1916年）
- 2012年 - 深田肇、政治家（* 1932年）
- 2012年 - 日暮修一、イラストレーター（* 1936年）
- 2013年 - 林洋港、政治家、第3代台北市長（* 1927年）
- 2014年 - クロード・ワイズバッシュ、画家（* 1927年）
- 2015年 - ギュンター・グラス、小説家、劇作家（* 1927年）
- 2015年 - エドゥアルド・ガレアーノ、ジャーナリスト（* 1940年）
- 2017年 - ロバート・テイラー、情報工学者（* 1932年）
- 2017年 - 塩山紀生、アニメーター、イラストレーター（* 1940年）
- 2018年 - ミロス・フォアマン、映画監督（* 1932年）
- 2019年 - リディア・ウィデマン、クロスカントリースキー選手、1952年オスロ五輪金メダリスト（* 1920年）
- 2019年 - ポール・グリーンガード、神経科学者、ノーベル生理学・医学賞受賞者（* 1925年）
- 2019年 - イヴェット・ウィリアムズ、走幅跳選手、1952年ヘルシンキ五輪金メダリスト（* 1929年）
- 2019年 - 野口晴利、経済学者、帝塚山大学名誉教授（* 1941年）
- 2019年 - トニー・ブザン、著述家、教育コンサルタント（* 1942年）
- 2019年 - 江見弘武、裁判官、弁護士、元高松高等裁判所長官（* 1943年）
- 2019年 - 海部宣男、天文学者、国立天文台名誉教授（* 1943年）
- 2019年 - ポール・レイモンド、ギタリスト、キーボーディスト（* 1945年）
- 2020年 - アン・サリヴァン、アニメーター（* 1929年）
- 2020年 - 川崎燎、ジャズギタリスト、作曲家（* 1947年）
- 2021年 - 東野利夫、医師、小説家、医学史研究家（* 1926年）
- 2021年 - 宮島滉、政治家（* 1927年）
- 2021年 - 村上和雄、分子生物学者、筑波大学名誉教授（* 1936年）
- 2021年 - 春風こうた、漫才師（* 1942年）
- 2021年 - 黒田泰蔵、陶芸家（* 1946年）
- 2022年 - ミシェル・ブーケ、俳優（* 1925年）
- 2022年 - 平尾辰夫、実業家、ミュージカルプロモーター、元東宝取締役（* 1929年）
- 2022年 - アレックス・ギラディ、国際オリンピック委員会委員（* 1942年）
- 2022年 - フレディ・リンコン、サッカー選手、指導者（* 1966年）
- 2023年 - ジョー・プライス、日本絵画収集家（* 1929年）
- 2023年 - マリー・クヮント、ファッションデザイナー（* 1930年）
- 2023年 - 小池滋、英文学者、鉄道史研究家、 旧・東京都立大学名誉教授（* 1931年）
- 2023年 - クレイグ・ブリーン、レーシングドライバー（* 1990年）
- 2024年 - 川越孝洋、政治家（* 1943年）
- 2025年 - JJJ、ラッパー（* 1989年）

### 人物以外（動物など）
- 2020年 - ナリタタイシン、競走馬（* 1990年）

## 記念日・年中行事

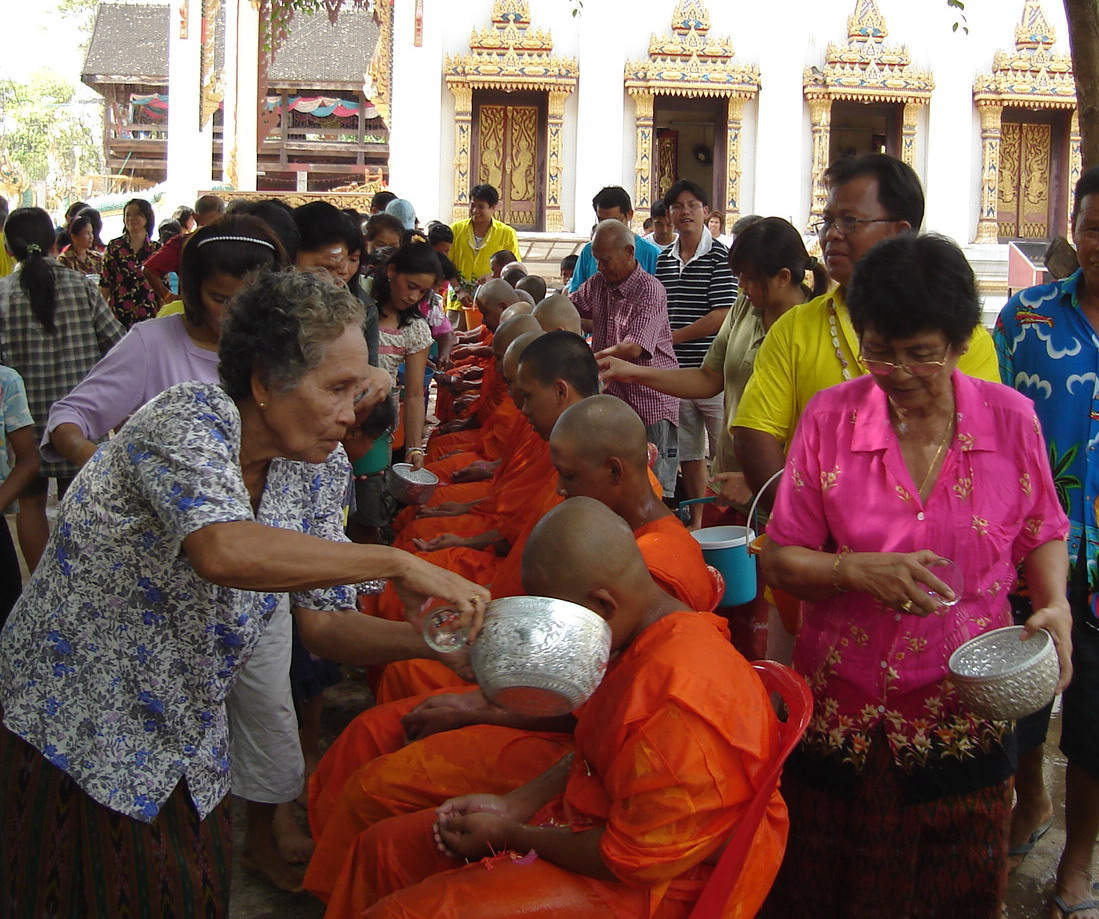
ソンクラーン（水掛け祭り）

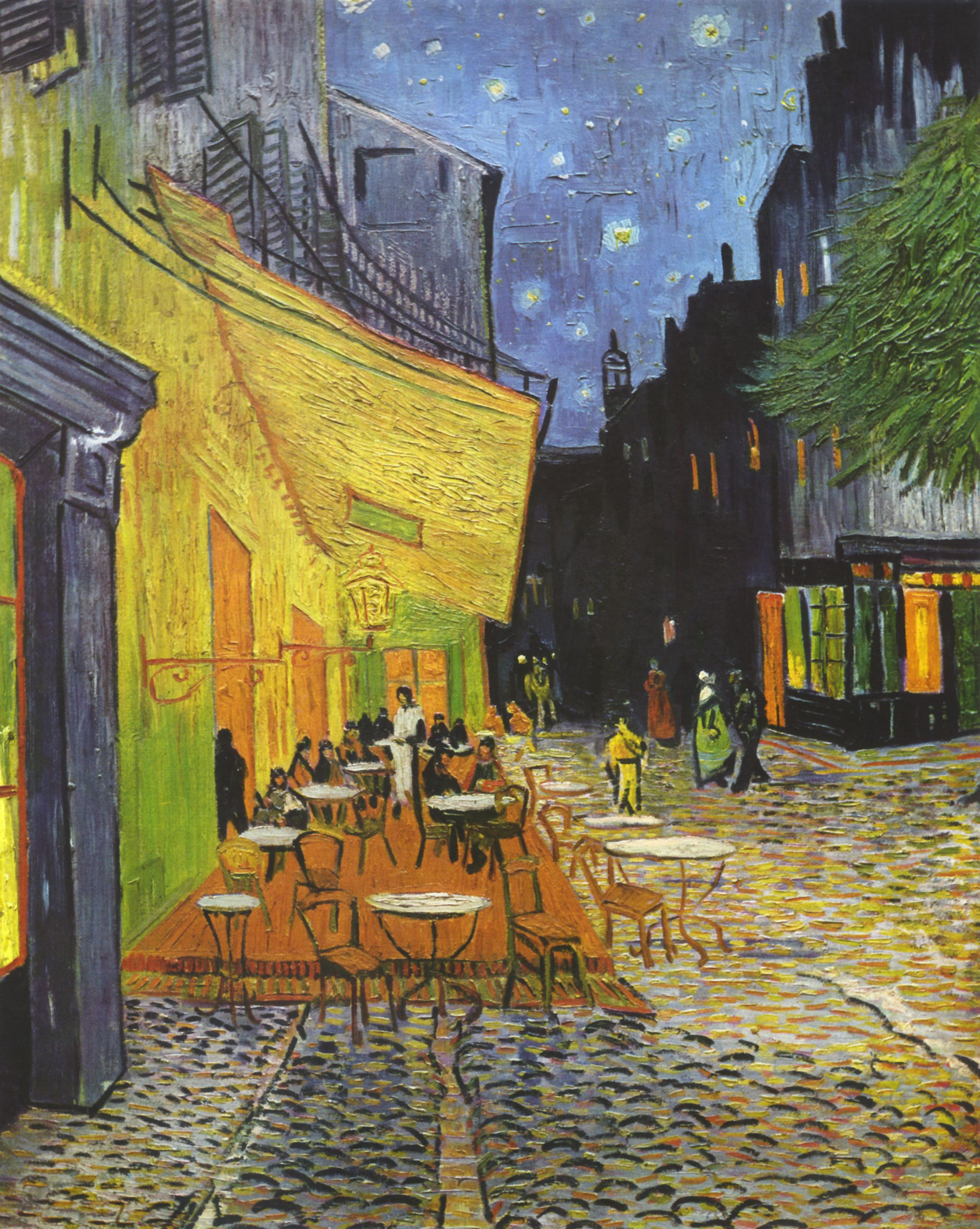
喫茶店の日。画像はゴッホ『夜のカフェテラス』(1888)

- 東南アジア・南アジアの正月の祝日（4月13日 - 15日）
東南アジア・南アジアの多くの国では4月14日を新年の始まりの日としており、いくつかの国ではその前後を含めて祝日としている。
  - ソンクラーン（ タイ）

タイにおける旧暦（チャントラカティ）の正月。
  - ピーマイラーオ（英語版）（ラオス正月）（ ラオス）
  - クメール正月（英語版）（ カンボジア）
- 喫茶店の日（ 日本）
1888年のこの日、東京・下谷上野西黒門町に日本初のコーヒー専門店「可否茶館」が開店したことにちなむ。
- 決闘の日（ 日本）
慶長17年旧暦4月13日（1612年5月13日）、船島（巌流島）で宮本武蔵と佐々木小次郎の決闘が行われたことにちなむ[15]。
- 水産デー（ 日本）
1901年のこの日に旧漁業法が制定されたことにちなみ、大日本水産会が1933年5月に制定。現在の漁業法が施行された1949年3月13日にちなみ、3月13日が「漁業法記念日」となっているが、これが「水産デー」と呼ばれることもある。
- 花キューピットの日（ 日本）
一般社団法人 JFTD 花キューピットが2023年に制定[16]。日付は、JFTDの前身である「日本生花商通信配達協会」が、全国 22 店の花店によって設立された日が1953年4月13日であることから。